# 위안커원

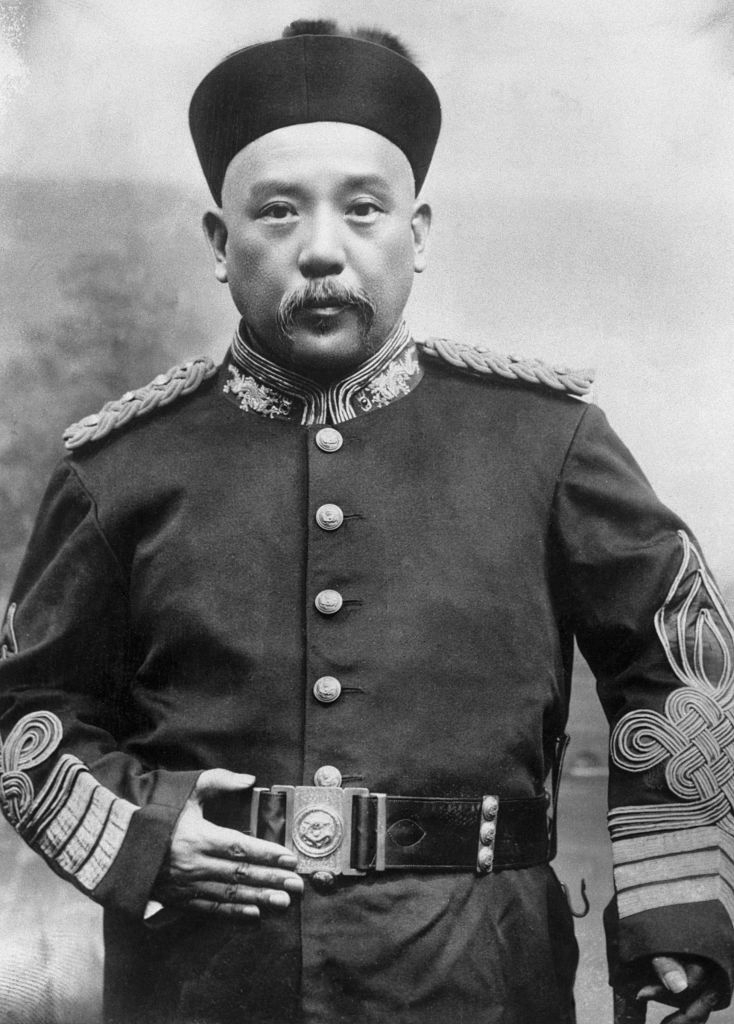
아버지 위안스카이 前 중화제국 황제

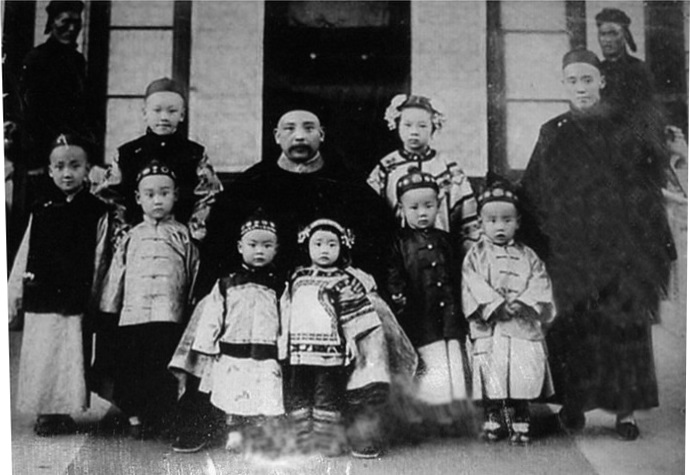
아버지 홍헌제 그리고 이복 동생들과 찍은 사진
(사진 앞줄 맨 오른쪽이 위안커원)

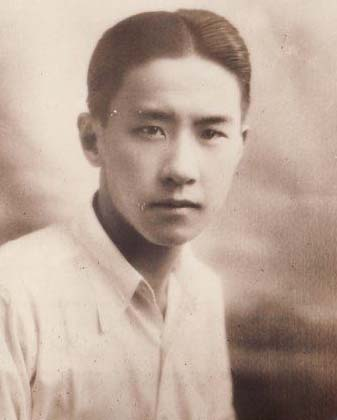
이복 형 위안커딩 前 중화제국 황태자

위안커원(袁克文, 1890년 7월 16일 ~ 1931년)은 중화민국의 샹치(중국 장기) 및 마작(麻雀) 유단자였다.

## 생애

### 출생 배경
조선 한성부에서 중국 청나라의 무관이었던 위안스카이의 서자(庶子)로 출생한 그의 자(字)는 바오천(豹岑, 표잠)이고 호(號)는 한윈(寒云, 한운)이며 원적지는 중국 청나라 허난 성 쉬창 부 샹청 현이다.
아버지는 중화민국(中華民國) 대총통과 중화제국(中華帝國) 황제를 지낸 위안스카이이며 어머니는 조선 출신의 안동 김씨 여인으로 아버지 위안스카이의 측실(側室)이었다. 위안커원은 아버지 위안스카이가 조선 한성부에 머물러 있던 중에 출생하였으며 조선 경상도 안동에서도 잠시 유아기를 보내기도 하였다.

### 어린 시절에 고국 청나라로 귀환
그는 1894년 청일 전쟁에서 청나라가 일본에 패한 직후 아버지를 비롯한 일가족과 함께 조선을 떠나 청 제국(淸 帝國)으로 귀국하였고 그 후 중국 청나라 허난 성 쉬창 부 샹청 현에서 잠시 유년기를 보낸 적이 있었지만 얼마 되어 않아 베이핑으로 옮겼다.

### 청년 시절
1911년 10월 10일 신해혁명(辛亥革命)이 일어난 직후 이듬해 1912년 1월 1일 중화민국(中華民國)이 성립되고 같은 해 2월 12일 청나라가 멸망된 후에는 중화민국의 장기(將棋) 유단자와 마작(麻雀) 유단자로 명성을 날렸다. 이외에도 중화민국 대총통 영식(令息) 시절부터 중화제국 황자(皇子) 시절까지 기녀 출신 측실을 무려 785명이나 거느린 희대의 호색 황자라는, 중화제국 황실의 짧은 1년 역사상 또 하나의 오명을 남겼다. 1915년 12월 12일을 기하여 중화민국의 대총통(大總統)이었던 아버지 위안스카이가 중화제국을 성립하여 황제로 재위하던 시기에는, 위안커원 자신의 적모(嫡母)였던 황후 위씨(皇后 于氏) 이외에도 자신의 생모 후궁 진씨(後宮 金氏)를 포함한 후궁 11명을 거느린 부황 중화제국 홍헌제 위안 스카이의 서자이자 차남으로 후계자(황위계승자) 1순위로도 거론된 바 있다. 그러나 이듬해 1916년 3월 22일 아버지 위안스카이가 중화국민당(中華國民黨)의 항거를 견디지 못하고 보위에서 쫓겨남으로 인하여 중화제국 멸망 직후 중화민국이 재성립되고 그 해인 1916년 6월 6일 아버지 위안스카이가 베이징에서 요독증으로 병사한 이후 그는 다시 샹치(중국장기) 및 마작 유단자로서 일생을 지내었다.

### 말년과 사망
그는 1931년 톈진에서 향년 42세로 병사하였다.

## 직계 가족 관계
그의 슬하 4남 3녀 가운데 셋째아들은 중화민국 태생의 미국 물리학자인 위안자류(袁家骝)이다.

## 같이 보기
- 삼절